# Amanite épaisse
Amanita excelsa var. spissa, Amanita spissa
Espèce
Amanita excelsa var. spissa, ou Amanita spissa, l'Amanite épaisse, est une espèce de champignons du genre Amanita de la famille des Amanitaceae. Espèce commune souvent prise pour l'Amanite panthère, elle est caractérisée par son chapeau à plaques grisâtres dispersées en forme de carte géographique, son anneau en jupe strié et son pied finissant en bulbe, à l'odeur de rave. Il s'agit d'une variété plus commune que la variété type d'Amanita excelsa.

## Systématique

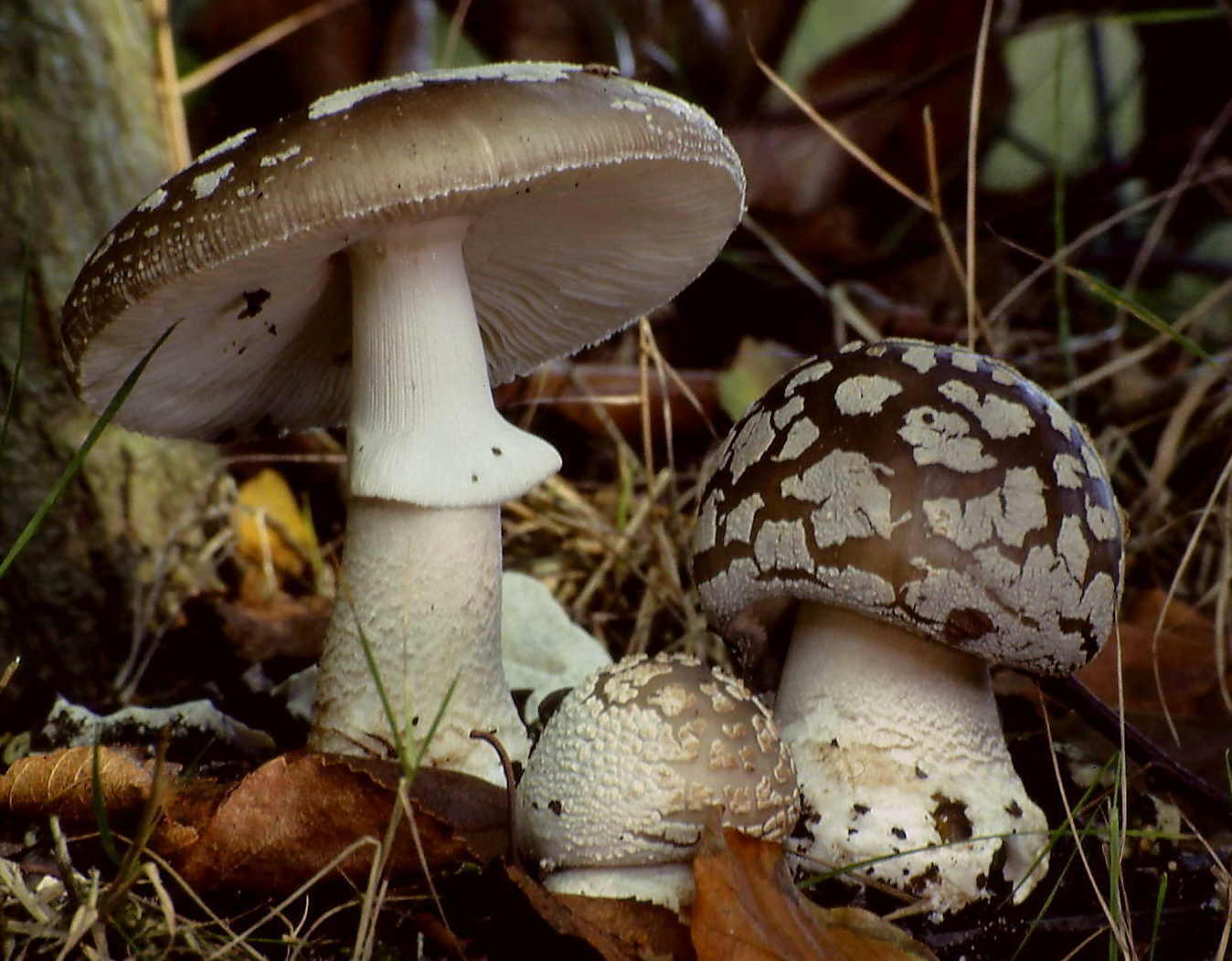
Trois sporophores dAmanita excelsa var. spissa.

Le nom scientifique complet (avec auteur) de ce taxon est Amanita excelsa (Fr.) Bertill..
L'espèce a été initialement classée dans le genre Agaricus sous le basionyme Agaricus excelsus Fr..

### Synonymes
Amanita excelsa a pour synonymes :
- Agaricus capnosus Letell., 1835
- Agaricus cariosus (Fr.) Fr.
- Agaricus cinereus J.Otto
- Agaricus excelsus Fr.
- Agaricus excelsus var. cariosus Fr.
- Agaricus spissus Fr.
- Agaricus validus Fr.
- Amanita ampla Pers.
- Amanita ampla f. alba Bourdot
- Amanita ampla f. alba Bourdot ex E.-J.Gilbert
- Amanita cariosa (Fr.) P.Karst.
- Amanita excelsa (Fr.) P.Kumm.
- Amanita excelsa f. alba (Quél.) Neville & Poumarat
- Amanita excelsa f. bohemica Kavina
- Amanita excelsa f. pallida J.E.Lange
- Amanita excelsa f. spissa (Fr.) Neville & Poumarat
- Amanita excelsa f. subcandida Neville & Poumarat
- Amanita excelsa subsp. alba (Quél.) Neville & Poumarat
- Amanita excelsa var. cariosa Fr.
- Amanita excelsa var. minor Sacc.

### Étymologie
L'épithète spécifique spissa du latin spissus fait référence à son port plus ou moins trapu et volumineux.

### Noms vulgaires et vernaculaires
Ce taxon porte en français le nom vernaculaire ou normalisé suivant : Amanite épaisse,,.

## Description du sporophore

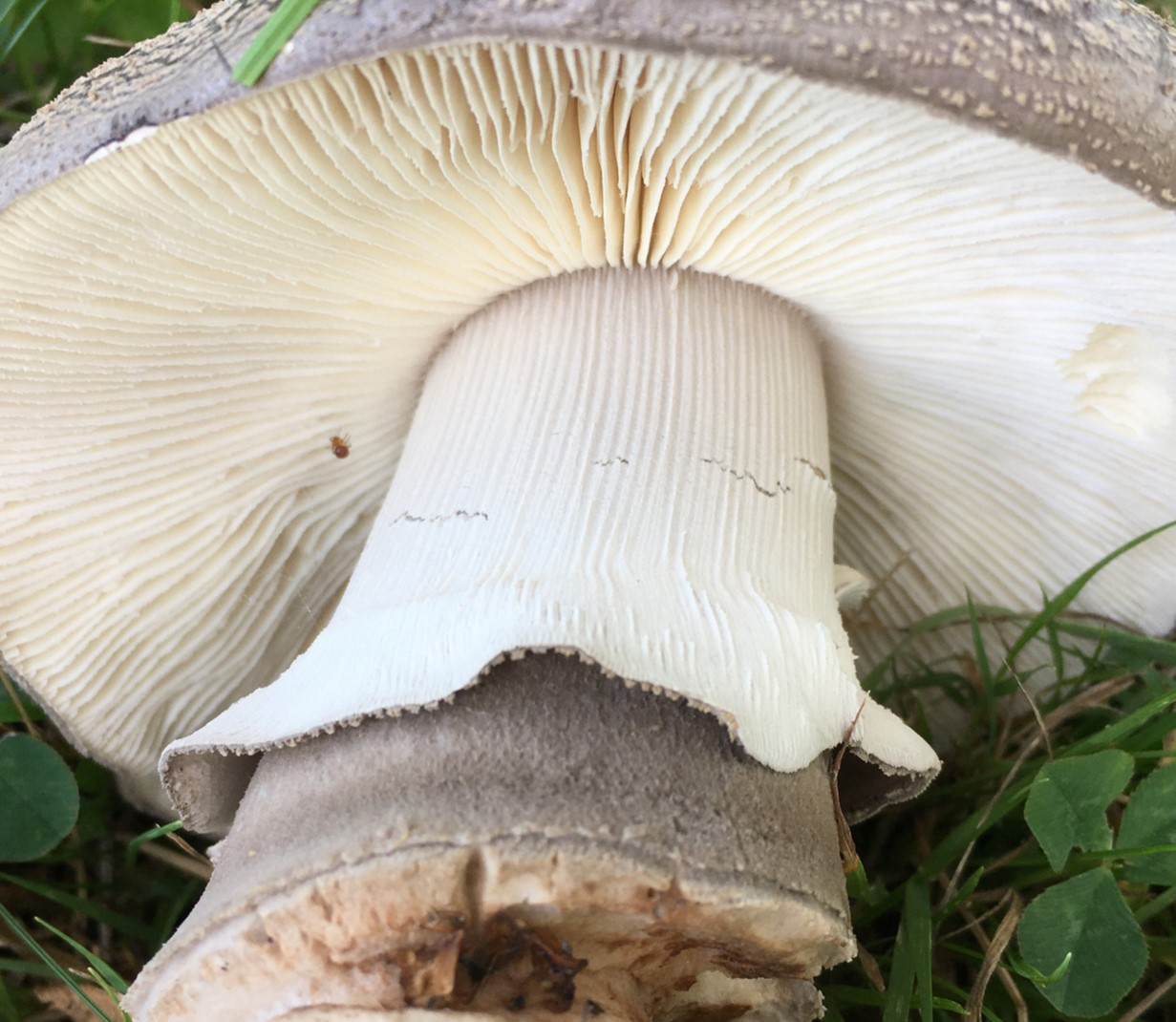
Anneau orné de stries verticales.

Son chapeau mesure 3 à 15 cm de diamètre, il est initialement hémisphérique puis convexe et le reste faiblement. Charnu et à marge lisse, il est brun, brun bistré, gris-brun, gris beige sale, brun foncé à ochracé grisâtre. Il est muni et parsemé de restes de voile séparables, en plaques confluentes farineuses, irrégulières, en motif de carte géographique, blanchâtres, grisâtres ou gris-beige, plus ou moins fugaces par temps humide,,.
Les lames sont blanches ou grisâtres, larges, libres, avec des lamellules atténuées, assez serrées et légèrement décurrentes sur le pied par un court filet. La sporée est blanche,.
Son stipe mesure 6 à 15 cm de hauteur pour 1 à 3 cm d'épaisseur, généralement robuste, trapu, plein, dur, clavé et épaissi à la base en un bulbe en forme d'oignon généralement non marginé plus ou moins prononcé et radicant. Il est blanc, blanchâtre, blanc chiné strié de gris-brun depuis l'anneau jusqu'au bulbe cerclé par 2 ou 3 cordons de squamules mais sans volve, avec la surface sous annulaire pelucheuse chinée de grisâtre noisette. Il est orné d'un anneau blanc ou grisâtre, ample, fin, membraneux, tenace, persistant, pendant en jupe, strié en-dessus sur toute la hauteur de sa face supérieure jusqu'à l'insertion des lames. La volve est absente ou subnulle, réduite en une série de colliers brunâtres, friables et superposés,,.
La chair est ferme, compacte, d’un blanc immuable ou légèrement cendré sous la cuticule. Elle dégage une odeur douce de rave vaguement anisée mais cependant moins prononcée que chez l’Amanite citrine. Sa saveur est douce, faible, de radis,.

### Réactions chimiques
La chair réagit en rougeâtre brunissant en réaction à l'application de Phénol ou d'acide sulfurique.

### Caractéristiques microscopiques
Ses spores mesurent 9 à 10 µm x 6 à 8 µm. Elles sont de forme elliptiques et sont amyloïdes,.

## Galerie

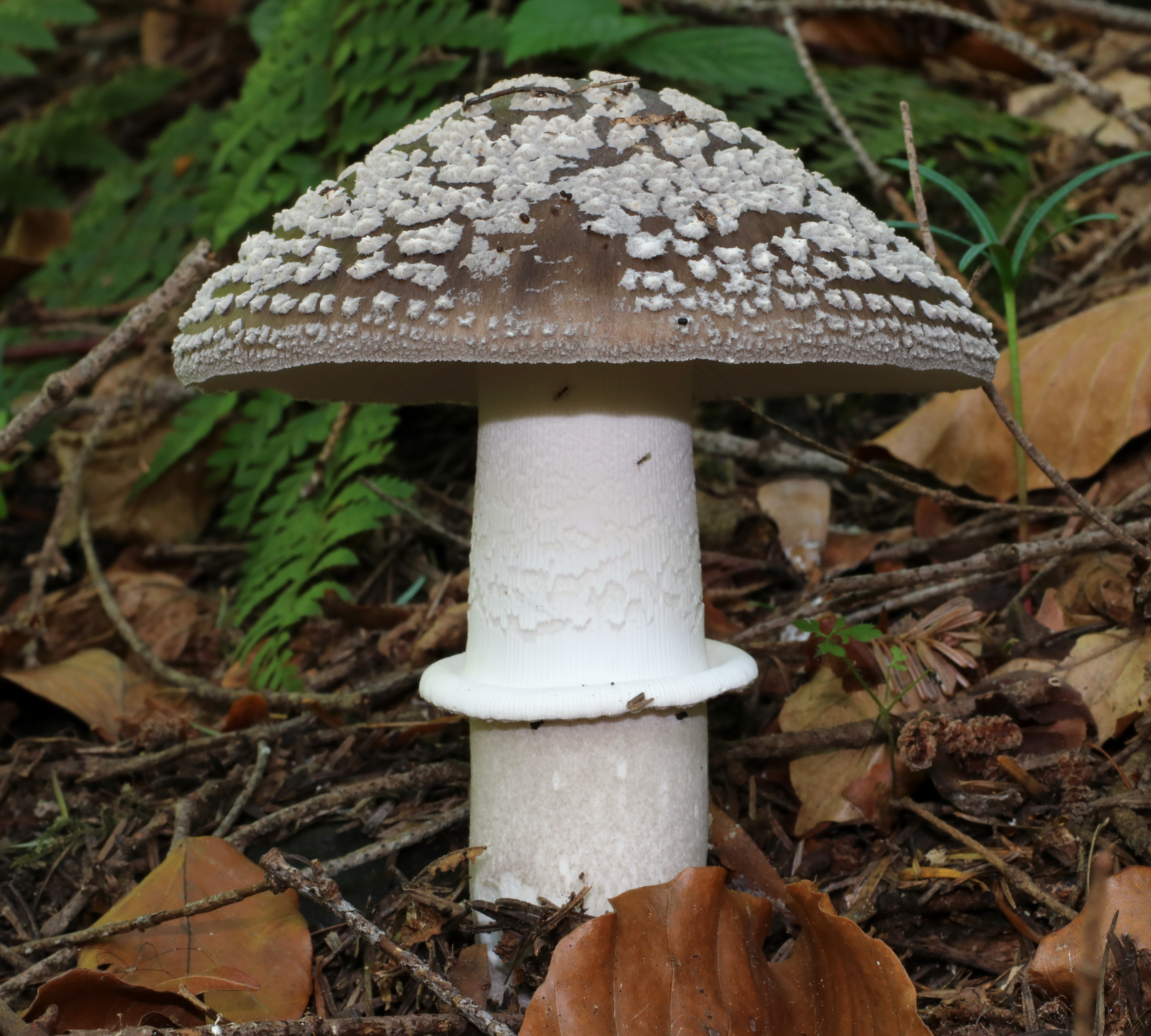
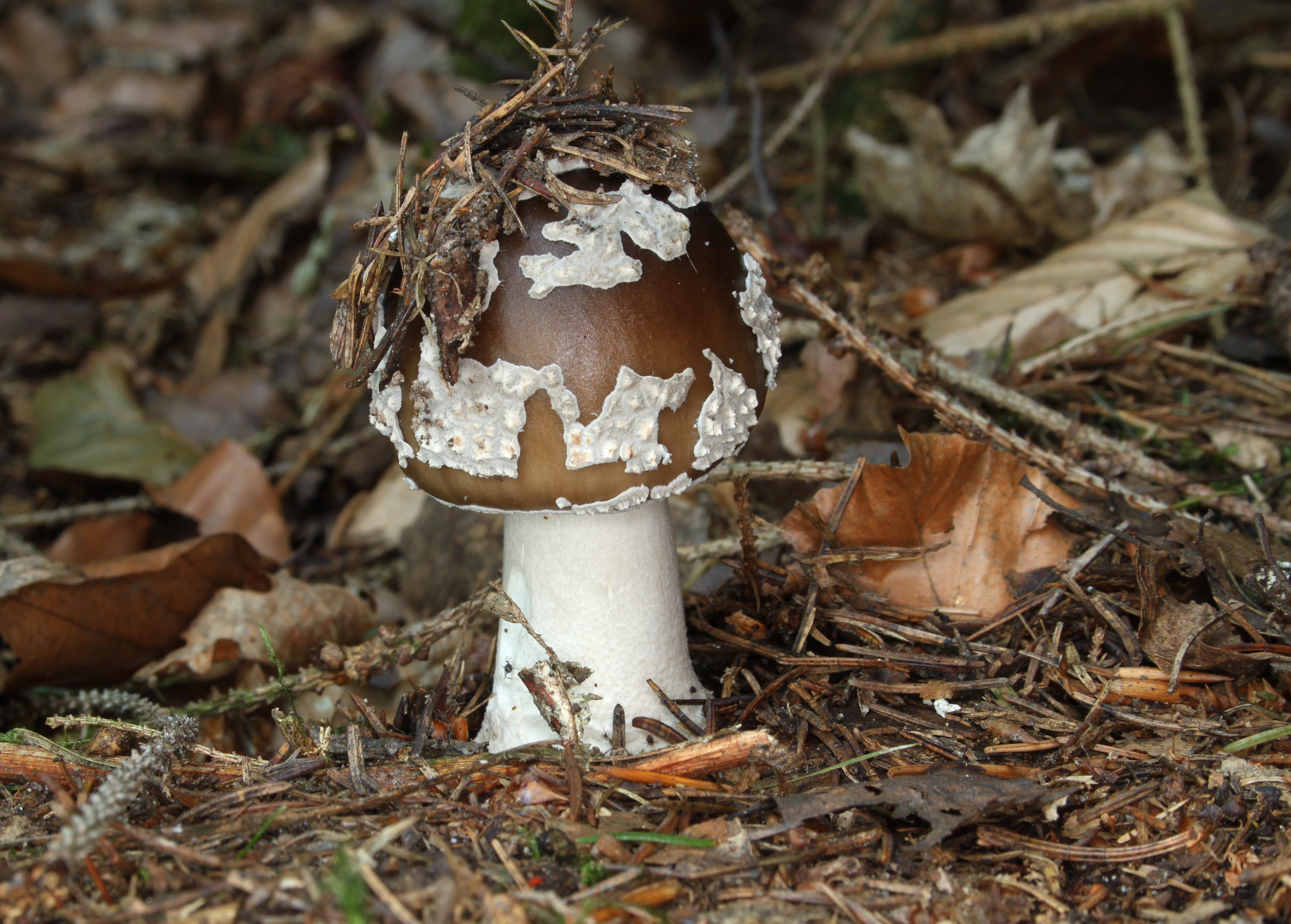
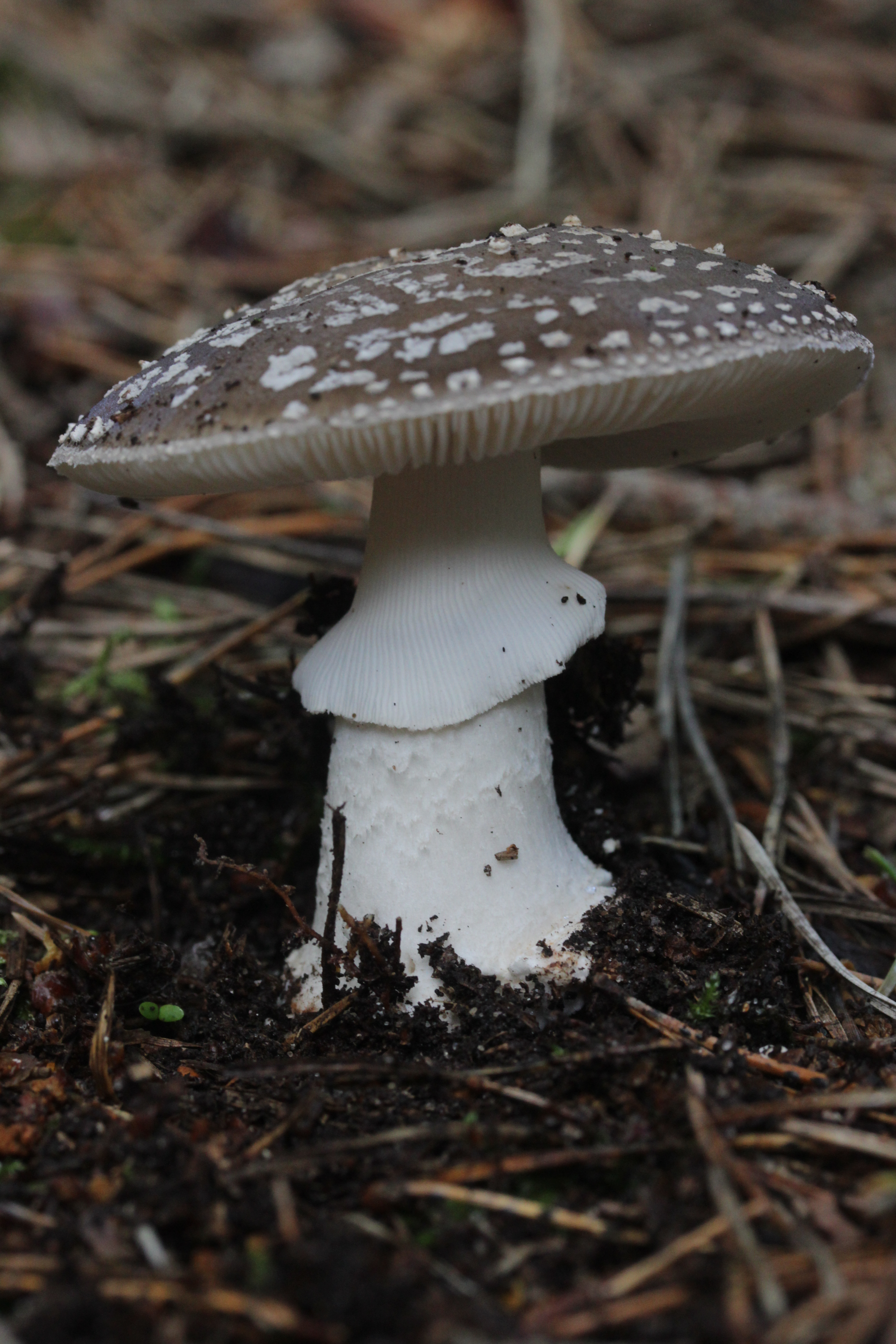
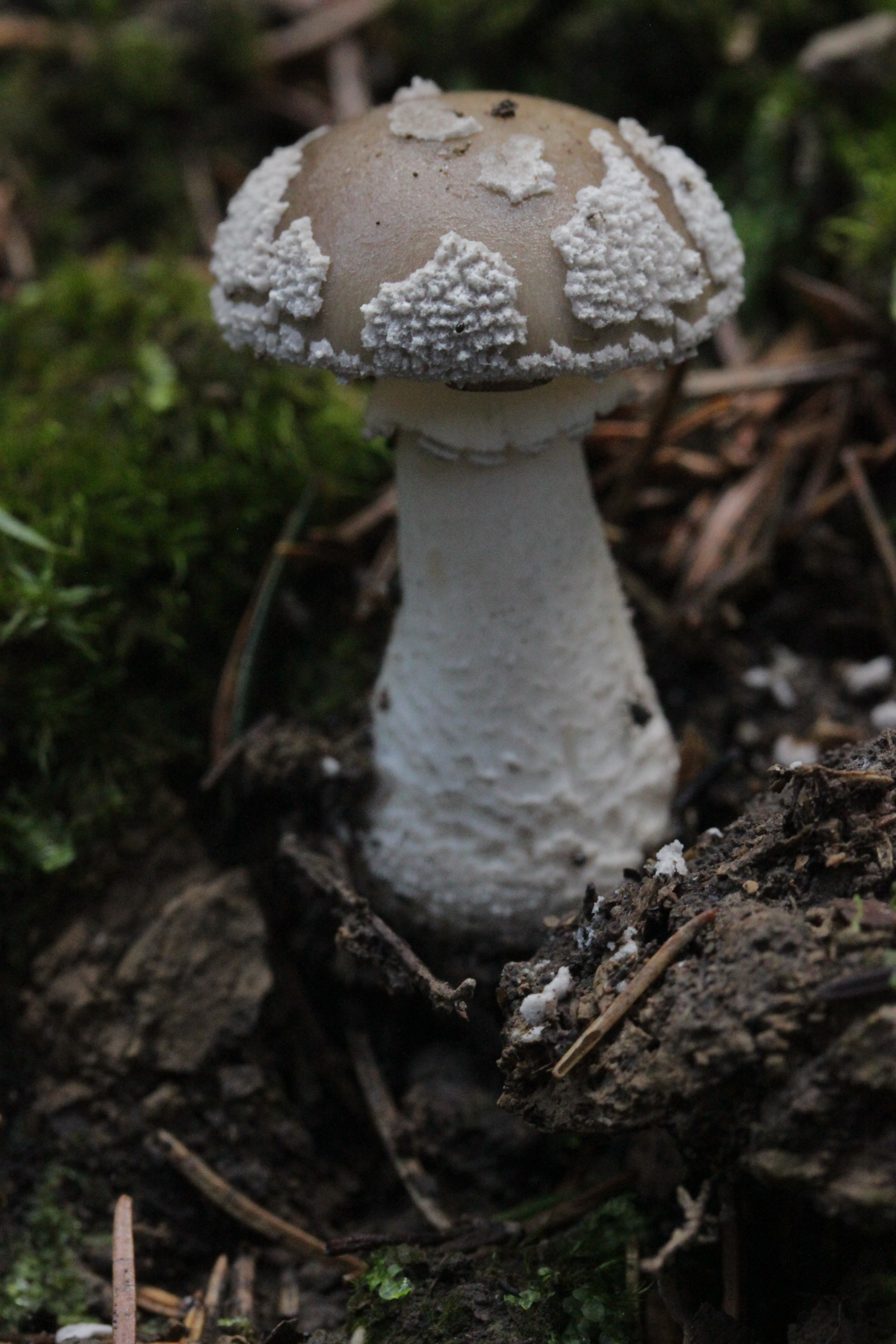
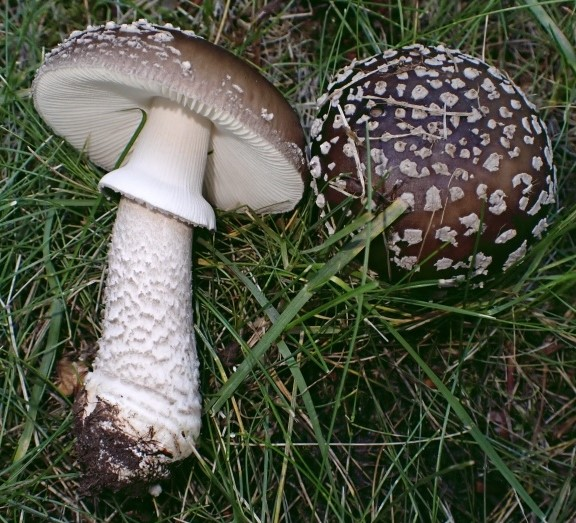
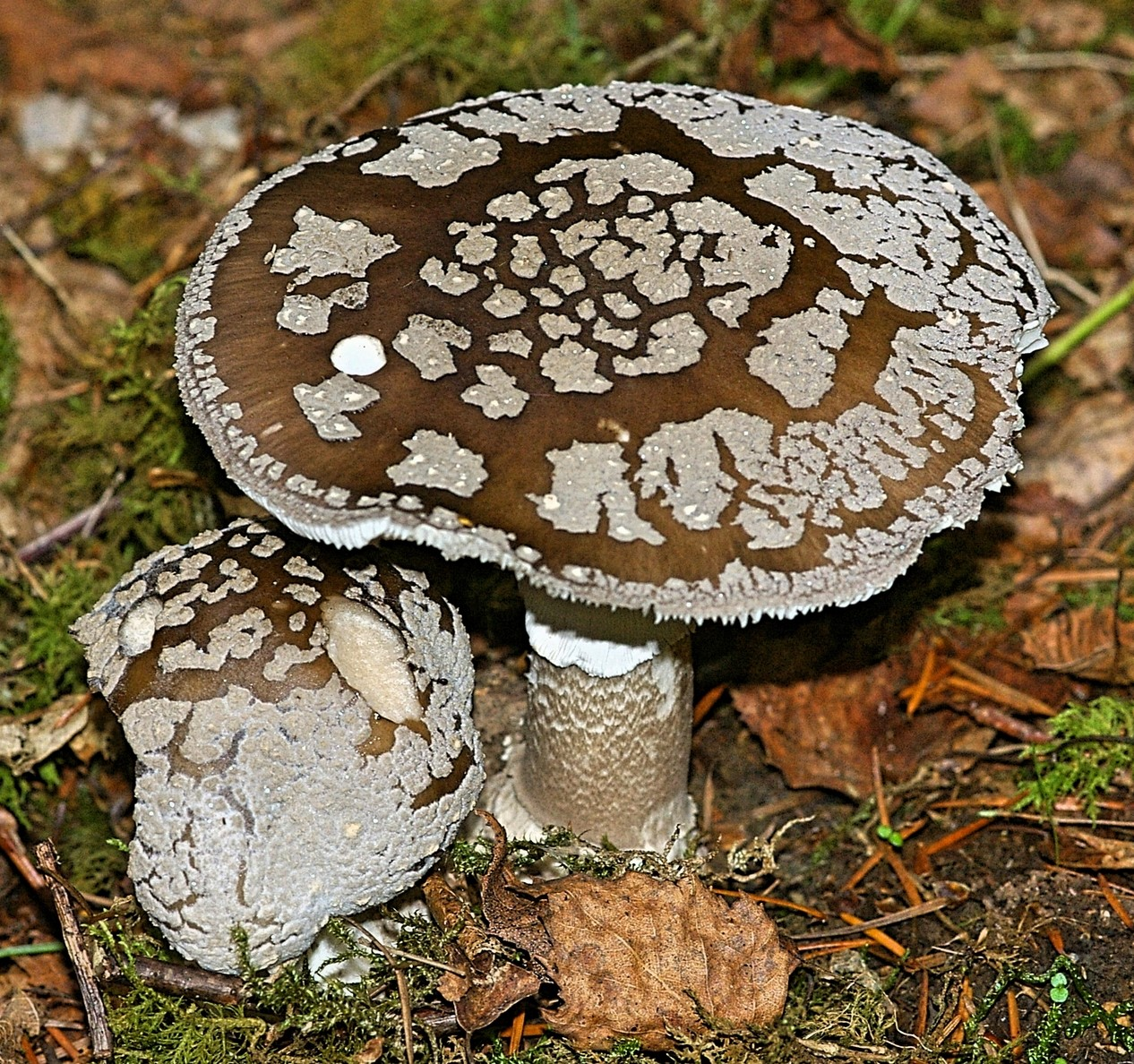
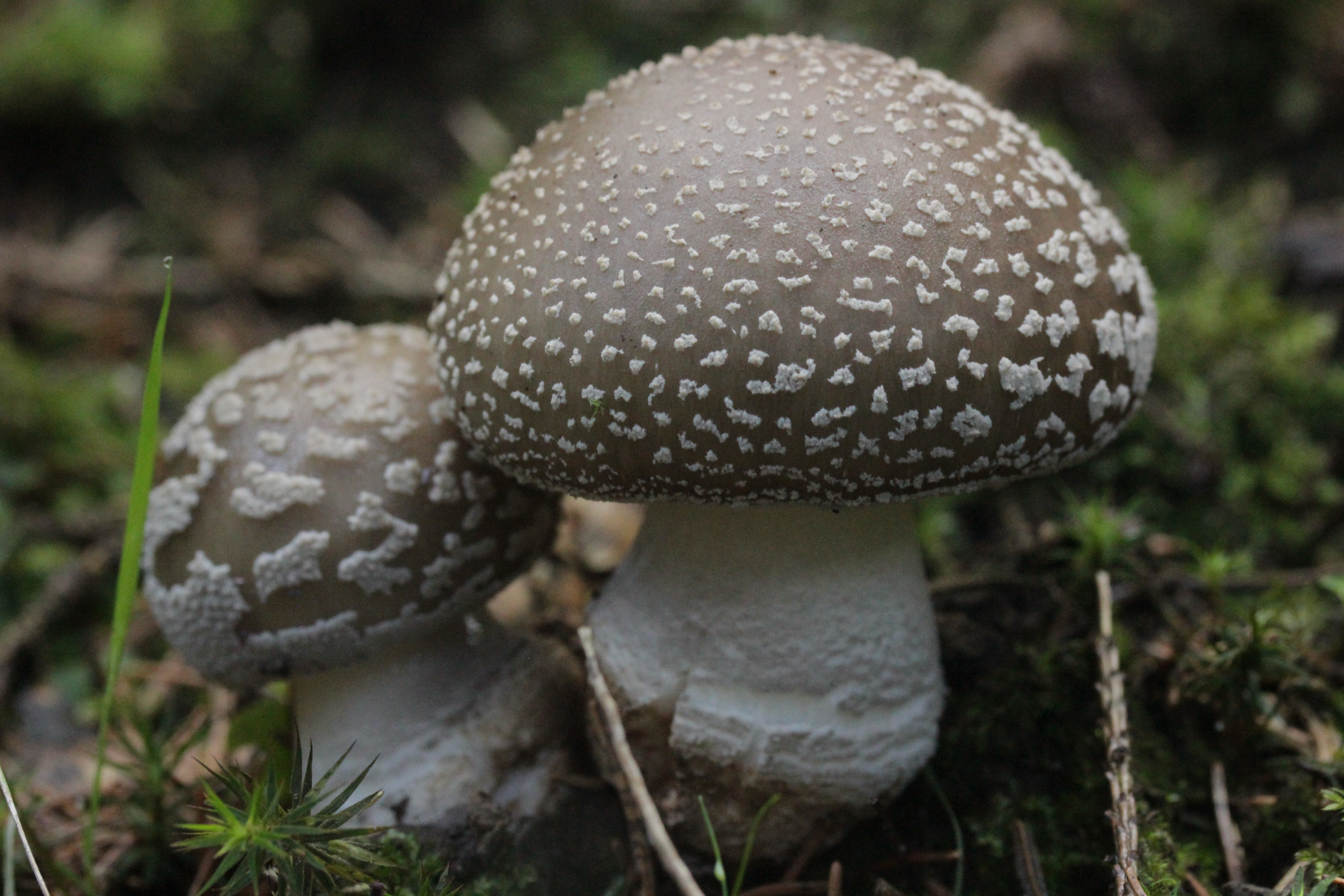
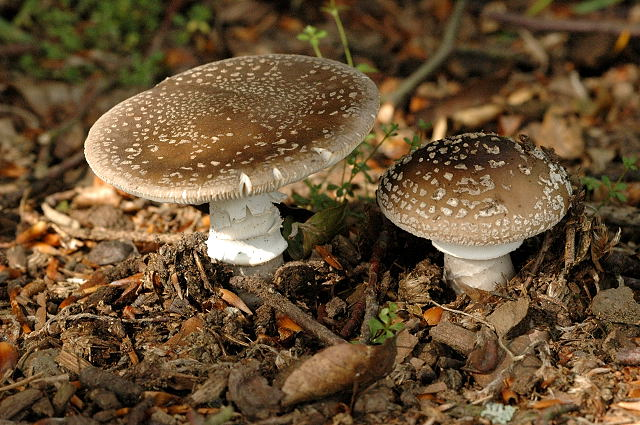
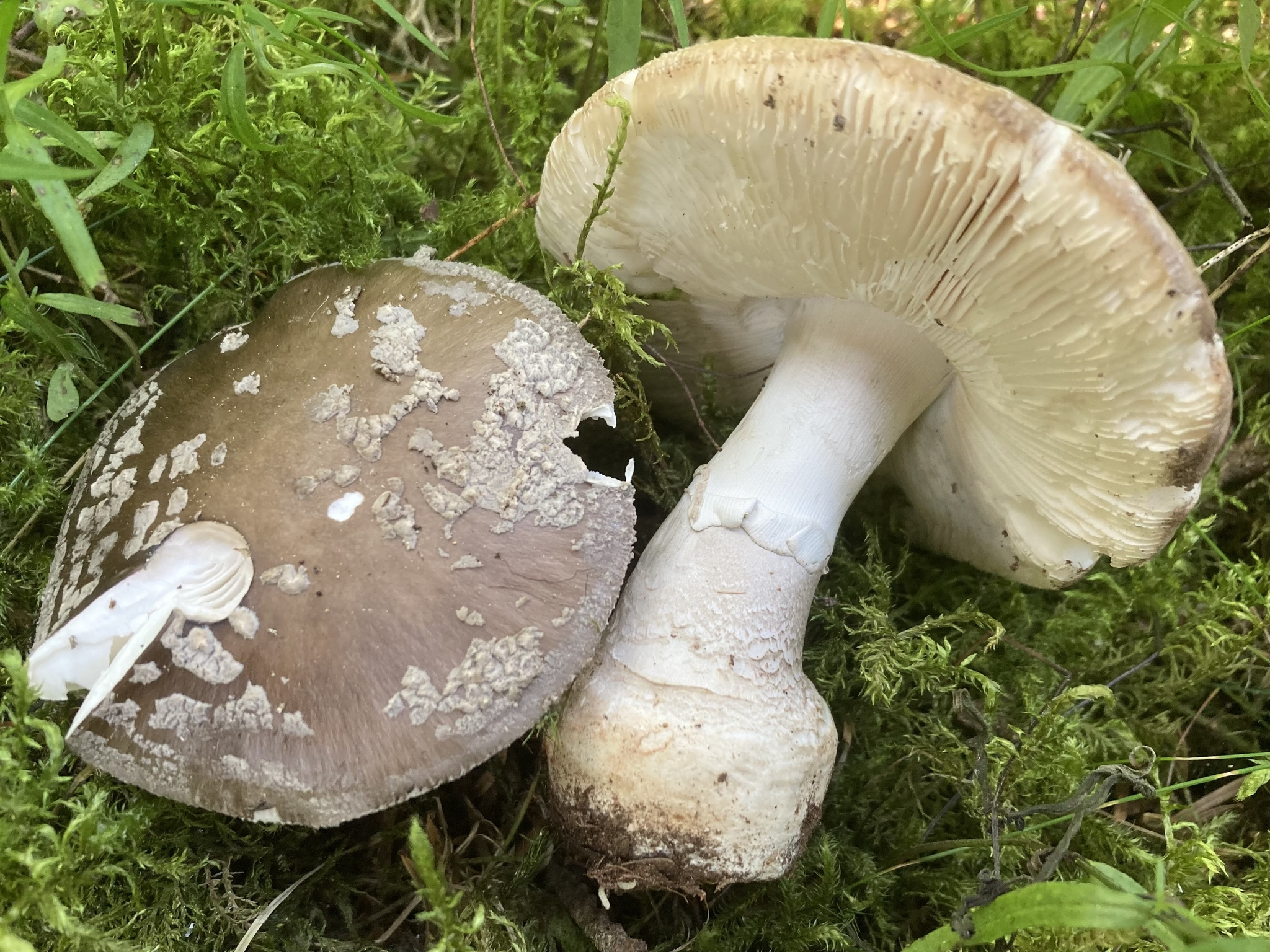
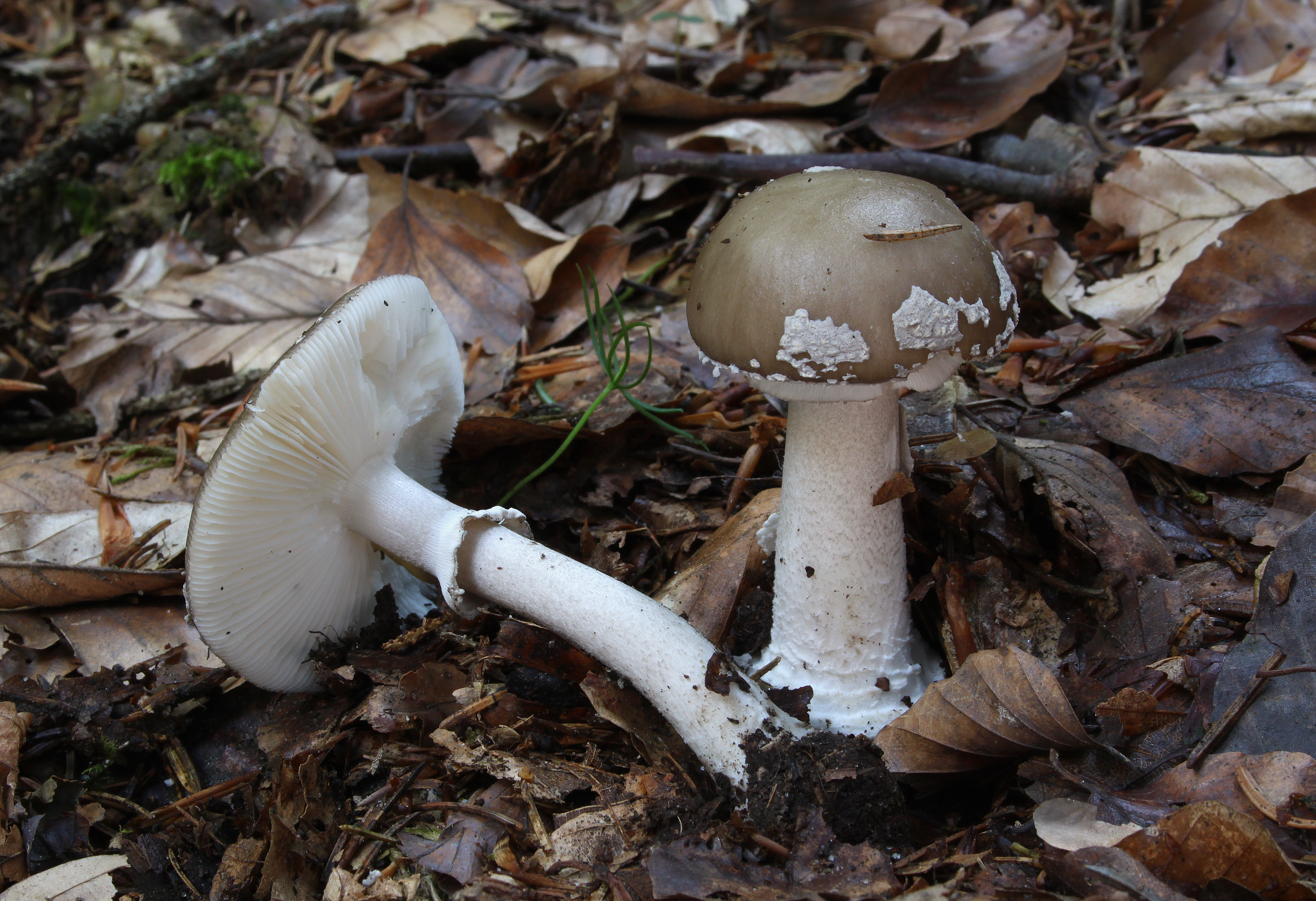
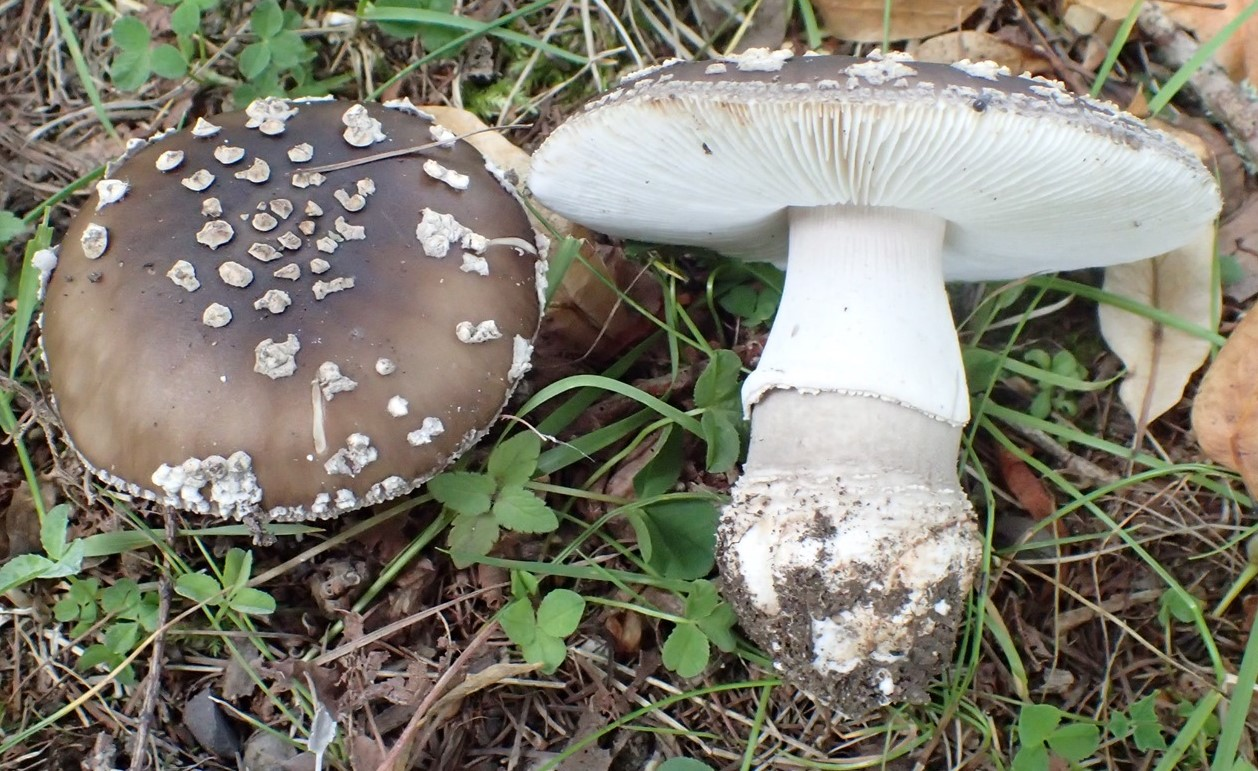
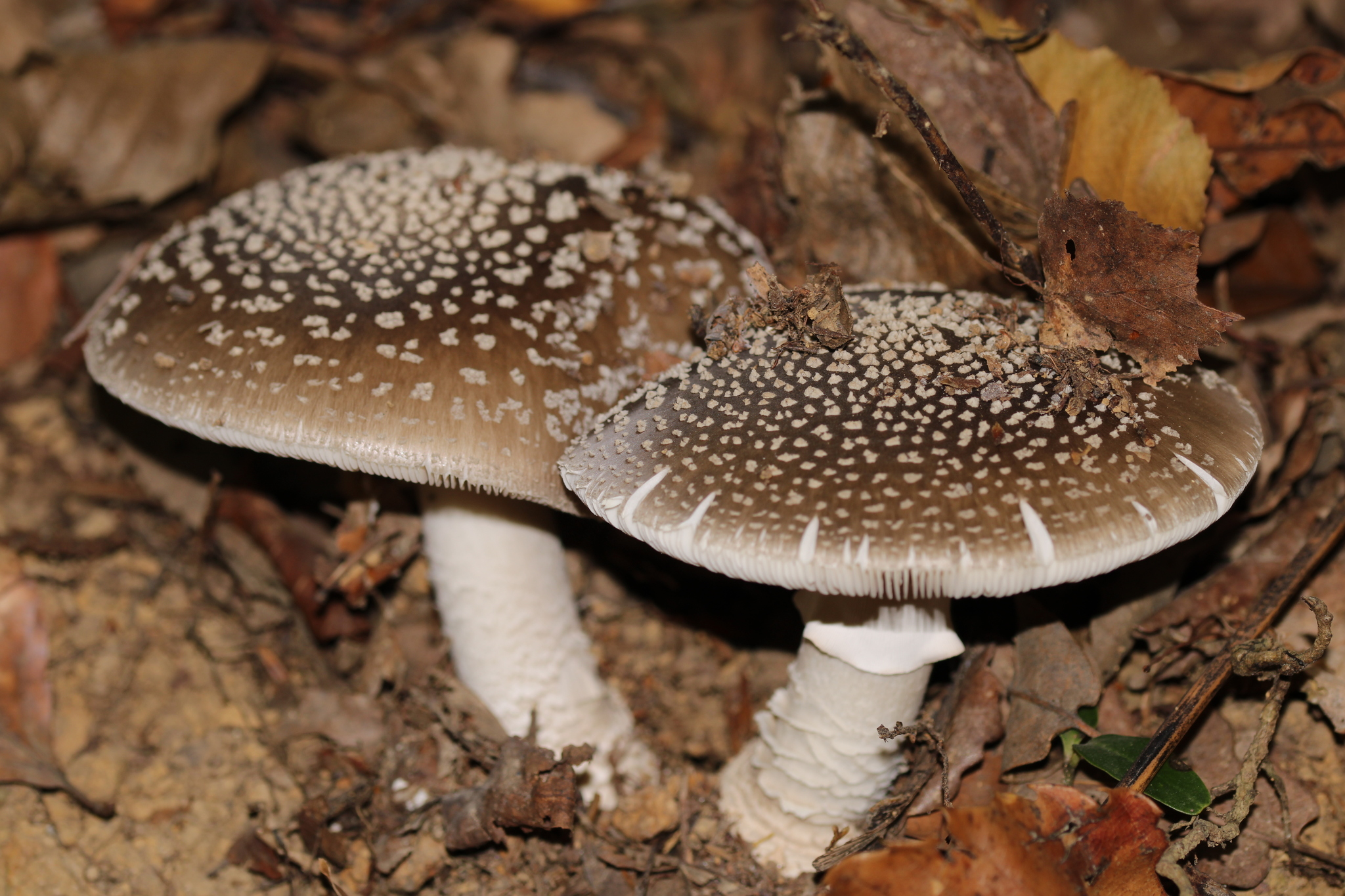
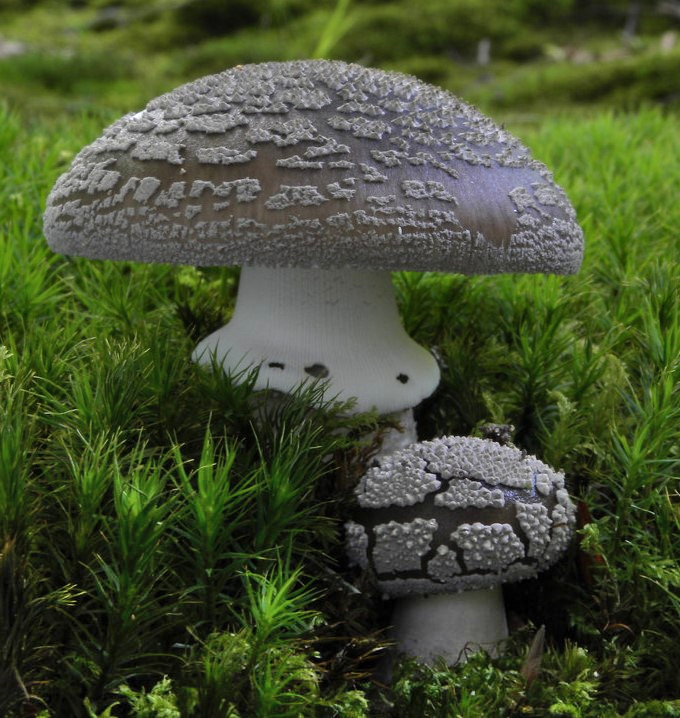
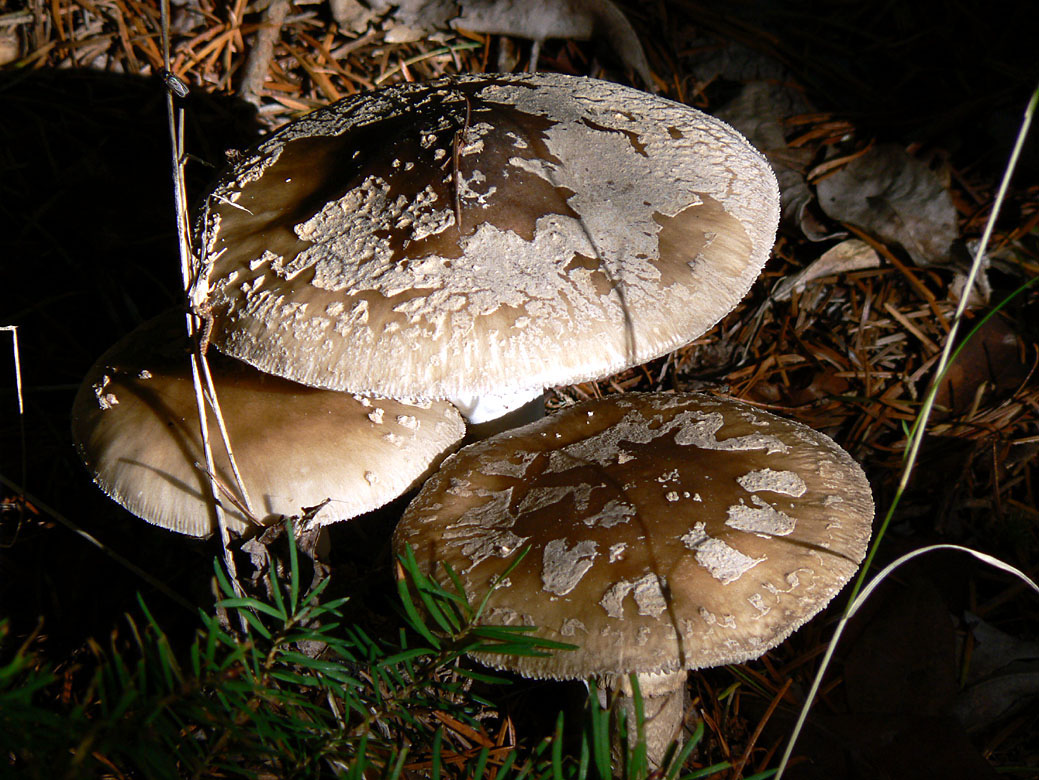
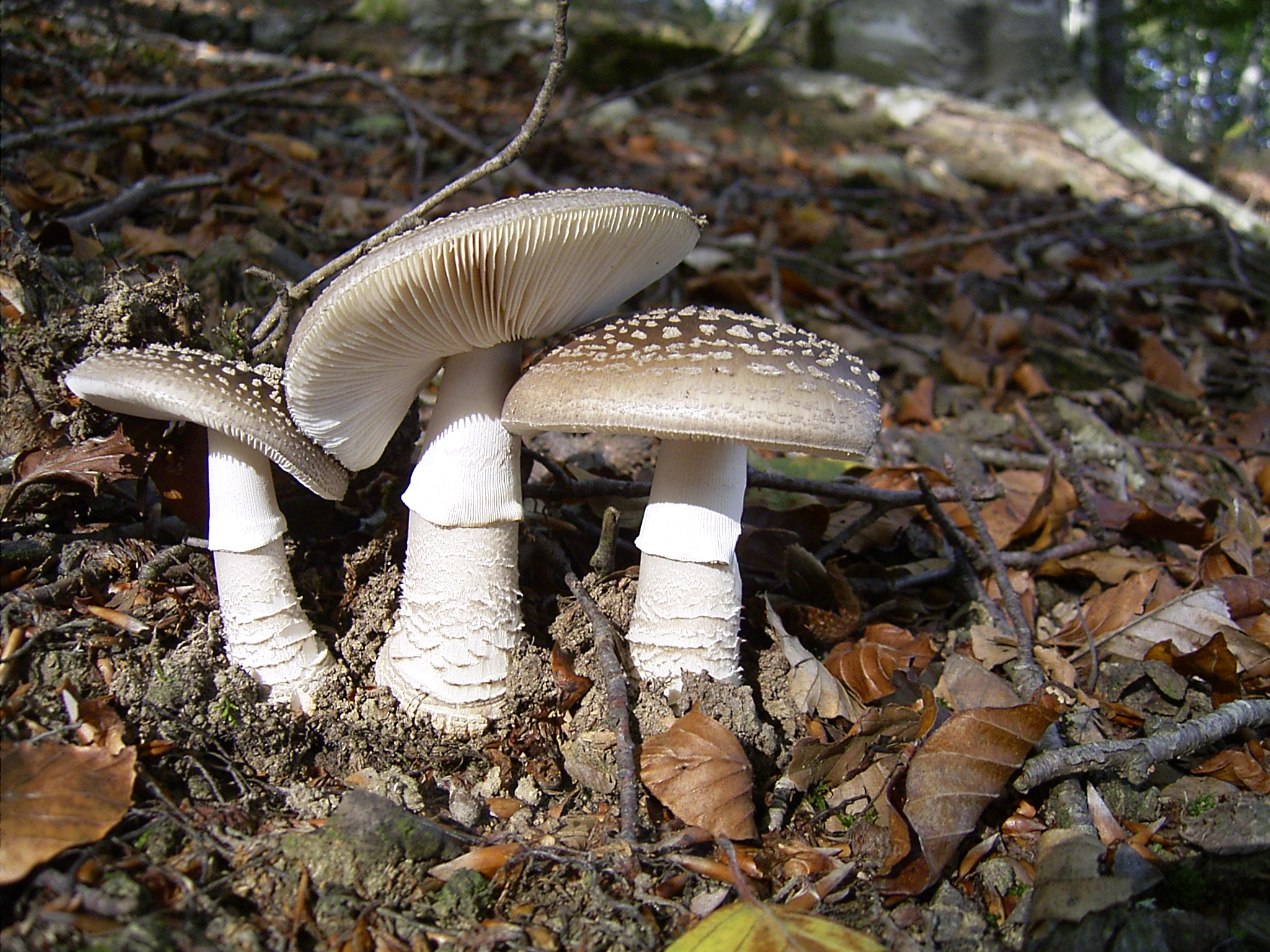
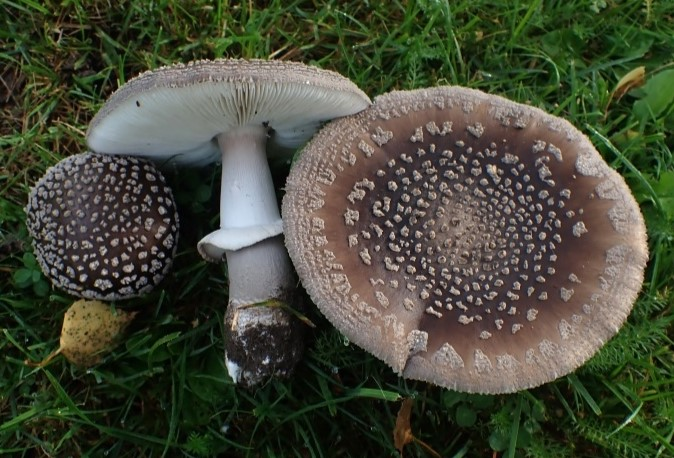

## Habitat et distribution
C'est une espèce mycorhizienne, venant généralement en groupe sous feuillus et sous conifères, dès le début de l'été jusqu'à la fin de l'automne. C'est une espèce commune qui pousse souvent quelques jours après les pluies et les orages d’été,. Elle pousse de préférence sur des sols acides, étant plus répandue là où il y a des sols granitiques ou une litière très épaisse qui contribue à acidifier le pH du sol. Elle a peu d'exigences car c'est une espèce ubiquiste, se retrouvant du niveau de la mer jusqu'à la montagne.

## Comestibilité
Elle est comestible bien cuite au même titre que l'Amanite rougissante, cependant, elle ne fait état d'aucune consommation traditionnelle ou occasionnelle notable. De plus, elle est souvent déconseillée de par sa ressemblance avec la toxique Amanite panthère.

## Confusions possibles
- L'Amanite panthère (Amanita pantherina), qui a des verrues blanc pur sur son chapeau strié, un anneau non strié et une volve circoncise bien visible.
- L'Amanite élevée (Amanita excelsa var. excelsa), qui a des teintes plus pâles, un port plus élancé et radicant et qui n'a pas d'odeur de rave.
- L'Amanite rougissante (Amanita rubescens), qui présente des tons carnés, une chair rougissante aux blessures et ne sent pas la rave.